# Censura nella musica in Italia

Interpretazione motociclistica di Faccetta nera nell'Abissinia del 1936

La censura della musica in Italia è avvenuta per lo più per motivi politici durante il periodo fascista, e per motivi di contenuti considerati scabrosi secondo i codici morali del periodo negli anni cinquanta-settanta. 

## Storia

### Primi del Novecento
Nel 1900 l'Ufficio di Censura dei Pubblici Spettacoli impone la modifica di un verso della romanza E lucevan le stelle dell'opera Tosca di Luigi Illica e Giacomo Puccini. Il verso originale diceva: "Le belle forme disciogliea dai veli" e la censura impose la sostituzione dell'allusiva parola "forme" con la più casta "chiome".

### Periodo fascista
Nel 1926 l'Ufficio di censura ordina di modificare alcuni versi de La leggenda del Piave, ritenuti inaccettabili per il buon nome della nuova Patria fascista. Sono eliminate espressioni come "tradimento" ed "onta consumata a Caporetto", riferite alla rotta dell'Esercito Italiano nell'ottobre 1917.
Nel 1928 l'EIAR riduce notevolmente la messa in onda di musica straniera in generale ed americana in particolare. Sul giornale Il Popolo d'Italia (fondato da Mussolini) il 30 marzo è pubblicato un articolo con il seguente tono: 
(Carlo Ravasio)
Nel 1929 Il Comando Generale dell'Arma dei Carabinieri emana una serie di circolari riservate, contenenti l'elenco delle canzoni contrarie all'ordine nazionale o, comunque, lesive dell'autorità costituita. Sono compresi alcuni inni nazionali (tra cui La Marsigliese), i canti socialisti o anarchici e persino le ballate sulla sfortunata impresa di Umberto Nobile al Polo nord. A Milano sono arrestati due presunti anarchici sorpresi a cantare un motivo inneggiante a Gaetano Bresci.
Nel 1935 la prima versione di Faccetta nera (di Micheli - Ruccione), scritta in romanesco nel 1935, è accusata di "incoraggiamento alla commistione delle razze", in ordine ai troppi apprezzamenti verso la "bella abissina". Ad evitare "problemi", l'autore apportò pesanti modifiche e, nel tentativo di cancellarla, si tentò anche di contrapporle la canzone Faccetta bianca (di Grio - Macedonio), che sarà presto dimenticata. Il successo del motivetto Faccetta nera fu tale che il regime si vide costretto ad inserirla tra gli inni fascisti.
Nel 1936 viene diffusa una circolare del PNF che impone alla stampa di tradurre in italiano tutti i termini stranieri contenuti nelle canzoni, compresi i nomi degli artisti. Louis Armstrong diverrà, così, Luigi Braccioforte e Benny Goodman verrà presentato al pubblico italiano come Beniamino Buonomo.
Nel 1937 si assiste ad un improvviso allentamento delle restrizioni nei confronti della musica americana. Già il 3 novembre del 1936 (alle ore 17:30, ovvero nell'epocale "seconda serata") si erano notate alcune avvisaglie di "riconciliazione musicale", quando l'EIAR aveva trasmesso un programma composto interamente da brani di autori stranieri, eseguiti dall'Orchestra Piero Rizza. Dal gennaio 1937 la musica jazz dilaga; prima con l'Orchestra Ramponi, poi con i solisti di Gorni Kramer che propongono la famosissima Crapa pelada. Dal mese di aprile, l'EIAR si dota di un proprio quartetto jazz la cui musica sarà messa in onda tutte le sere alle 20:40, riscuotendo un notevole successo.
Nel 1938 la musica jazz è nuovamente bollata come "musica negroide" e scompare del tutto dai programmi EIAR. Al contempo comincia il periodo delle cosiddette "canzoni della fronda", ovvero quelle canzoni che per ambiguità del testo si prestano ad essere reinterpretate in chiave satirica, quelle che sotto testi apparentemente nonsense contengono, o le autorità credono contengano, ironiche e velate corbellature al regime. Un'ora sola ti vorrei è tra le più utilizzate e controllate. Si registrano parecchie denunce di persone che sono sorprese a cantare la strofa "Un'ora sola ti vorrei / per dirti quello che non sai/ io che non so scordarmi mai / che cosa sei per me..." rivolgendosi ironicamente all'onnipresente ritratto del Duce.
Nel 1939 altra (presunta) "canzone della fronda" è il motivetto Maramao perché sei morto?, interpretata dal Trio Lescano con testo di Mario Panzeri. Il brano, uscito poco dopo la morte di Costanzo Ciano, è interpretato come uno sberleffo nei confronti del gerarca defunto. Alcuni studenti livornesi affissero le parole della canzone sull'erigendo monumento a Ciano: tanto bastò per bandire la canzone dalle trasmissioni EIAR per alcuni mesi e convocare presso l'ufficio di censura il paroliere. Panzeri se la cavò dichiarando che il testo era una libera traduzione di un canto popolare abruzzese (maramao è, infatti, la contrazione di mara maje = amara me) e che era stato scritto prima della morte di Ciano. Lo stesso anno avviene una nuova convocazione all'Ufficio Censura di Mario Panzeri, stavolta per la canzone Pippo non lo sa (di Kramer-Rastelli-Panzeri) nella quale è facile scorgere pesanti allusioni a Starace e a molti altri gerarchi che si atteggiano in sfavillanti uniformi.
Nel 1940, dopo l'entrata in guerra dell'Italia (10 giugno), è imposto il divieto di ballare in pubblico, i locali notturni sono chiusi e la musica americana (jazz compreso) assolutamente proibita oltre, naturalmente, alla messa al bando degli autori ebrei. Il brano Signora illusione, di Cherubini-Fragna e cantato da Luciana Dolliver e Meme Franchi, è censurato a causa del verso illusione, dolce chimera sei tu, che stride con il categorico imperativo pronunciato dal Duce: "Vincere e vinceremo!". La canzone Silenzioso slow (anche nota come Abbassa la tua radio), composta da Bracchi-D'Anzi e interpretata da Norma Bruni e da Alberto Rabagliati, è accusata di sottintendere l'invito ad ascoltare le trasmissioni di Radio Londra.
Nel 1942 si assiste all'immediata censura della canzone Il Tamburo della banda d'Affori, con testo del solito Panzeri, a causa dei versi "Il tamburo principal / della banda d'Affori / che comanda cinquecento cinquanta pifferi...". Al censore non sfugge la sospetta coincidenza numerica tra "550 pifferi" ed i 550 componenti la Camera dei fasci e delle corporazioni; effettivamente in Toscana circolava una variante in cui veniva sostituita la parola pifferi con bischeri. L'attenta censura fascista scova una nuova "canzone della fronda" nel brano di Bixio e Cherubini La mia canzone nel vento, a causa dei versi Vento, vento portami via con te che, da molti, venivano indirizzati al Duce con la variante "portalo via con te"; sempre in Toscana circolava una versione della canzone che, con riferimento alle continue requisizioni di metallo per scopi bellici, recitava "Vento, portalo via 'on te! Prima vorse l'oro e poi l'argento,, ora vole i'rame e unnè contento".
La canzone Caro Papà, di Filippini-Manlio e cantata da Jone Caciagli e scritta sotto forma di accorata lettera di un bimbo a suo padre lontano al fronte, è censurata in quanto "eccessivamente disperata e scarsamente ispiratrice del sentimento di immancabile vittoria".
Nel 1943 il brano Lili Marleen, cantato dall'attrice Vivi Gioi, è dapprima censurato nelle ultime due strofe (nelle quali un soldato dice alla sua amata che avrebbe preferito essere a casa con lei piuttosto che in guerra) e, successivamente, bandita del tutto in quanto accusata di "deprimere il morale dei combattenti".

### Repubblica Italiana
Nel 1955 il brano La pansé di Pisano - Cioffi, interpretata da Renato Carosone, a causa dei suoi contenuti ammiccanti, viene bandito dalle trasmissioni radiofoniche e dalla neonata Tv. Ciò nonostante, la canzone si diffonde attraverso i dischi, i "jukebox" ed i numerosi locali pubblici dove si esegue musica dal vivo, provocando qualche controllo "a sorpresa" delle forze dell'ordine. Ad evitare problemi, in molte balere è esposto il cartello: "In questo locale non si eseguono brani come La pansé o simili trivialità". La canzone di Domenico Modugno Vecchio frac procura all'autore il primo problema con la censura: il verso Ad un attimo d'amore, che mai più ritornerà viene sostituito con Ad un abito da sposa, primo ed ultimo suo amor, in quanto non era possibile citare, in una canzone, un attimo d'amore. Nelle incisioni della canzone realizzate anni dopo, il cantautore pugliese utilizzerà poi il testo originale senza problemi.
Nel 1957 la canzone Resta cu'mme di Domenico Modugno è censurata dalla RAI per il verso "Nun me 'mporta d'o passato, nun me 'mporta 'e chi t'avuto..." per l'evidente contrasto con la corrente morale di stampo cattolico che attribuiva grande valore e importanza alla verginità della donna. Sospetta di pubblicità occulta è la trasmissione del brano Tu vuò fà l'americano di Nisa-Carosone: il verso "ma i soldi pe' Camel chi te li dà?" deve essere modificato con "ma i soldi pe' campa', chi te li dà?" per poter essere riammesso nella scaletta delle canzoni trasmesse dalla radio nazionale.
Nel 1959 è sollevato il clamoroso caso di Jula de Palma, che al Festival di Sanremo propone Tua di Pallesi-Malgoni, classificandosi al quarto posto. Più che il testo è l'interpretazione della de Palma a dare scandalo: la sua esibizione al festival non sarà trasmessa dalla RAI in quanto giudicata troppo lasciva. A sollevare il caso sembra sia stata la fantomatica Associazione Madri Italiane, tuttavia da accurate indagini sembra che tale associazione non abbia mai mosso accuse nei confronti della canzone e si insinua il sospetto che il caso possa essere stato montato ad arte per far parlare del disco.
Nel 1963 la canzone Cristina, cantata da Jaime de Mora y Aragón (fratello della regina belga Fabiola) e dedicata a Christine Keeler, allora famosissima e chiacchierata protagonista dello "scandalo Profumo", è immediatamente censurata, sia per il tema scabroso che per scongiurare ripercussioni diplomatiche. Il pezzo La carità di Don Backy, parte della colonna sonora scritta per il film Il monaco di Monza con Totò, non sarà trasmessa dalla RAI in video in quanto la scena dei frati ballerini che chiedono la questua è considerata offensiva per la sacralità dell'abito talare. Inspiegabilmente, il veto fu posto anche per la trasmissione in radio.
Nel 1964 altro caso "diplomatico" è sollevato da Addio a Lugano di Pietro Gori e cantata da Giorgio Gaber, Enzo Jannacci, Otello Profazio, Silverio Pisu e Lino Toffolo durante una trasmissione televisiva. A seguito di alcuni articoli di protesta della stampa elvetica, la canzone è bandita dalla TV italiana (molto seguita nel Canton Ticino), per evitare proteste dalle autorità svizzere.
La marcia della pace, improvvisata nel 1961 durante la prima marcia della pace Perugia-Assisi, nel 1964 fu incisa da Maria Monti nell'EP intitolato Le canzoni del no. Il disco fu sequestrato in tutta Italia proprio a causa di questa canzone perché parte dei versi furono giudicati "sovversivi", in quanto contenevano un esplicito invito all'obiezione di coscienza.
Lu primmo ammore di Toni Santagata fu bloccata dalla censura in quanto contenente la parola "corna". Sarà trasmessa dalla RAI solo dieci anni dopo.
Al Festival dei Due Mondi di Spoleto dello stesso anno, in occasione di una replica dello spettacolo Bella ciao del Nuovo Canzoniere Italiano, Michele Straniero, Roberto Leydi, Gianni Bosio e Filippo Crivelli furono denunciati da un ufficiale dei carabinieri presente in sala per vilipendio delle forze armate italiane a causa dell'esecuzione in pubblico di O Gorizia tu sei maledetta.
Nel 1966 i Pooh partecipano al Festival delle rose con il brano Brennero '66, ispirato agli attentati terroristici in Alto Adige avvenuti proprio quell'anno. La commissione impone una modifica nel testo (è eliminata la frase T'hanno ammazzato quasi per gioco) e nel titolo, che da Brennero '66 è mutato in Le campane del silenzio.
Nel 1967 Se io fossi un falegname dei Dik Dik è censurata per la presenza della parola "Maria" vicino a "falegname"; "Maria" viene quindi cambiato in "signora". Guardo te e vedo mio figlio, scritta da Lucio Battisti e Mogol e interpretata dai Dik Dik, è censurata perché il protagonista della storia vede una donna e già progetta di avere figli.
Nel 1968 Il vento, scritta da Mogol e Lucio Battisti e interpretata dai Dik Dik, è censurata. Dio è morto, scritta da Francesco Guccini nel 1966 e incisa dai Nomadi l'anno successivo, per un equivoco riguardo al titolo (che rimanda a Nietzsche), fu censurata dalla RAI, ma fu trasmessa da Radio Vaticana.
A seguito di una censura imposta da parte della Rai durante la classifica radiofonica condotta da Lelio Luttazzi, che non può nemmeno nominare il titolo del disco, e al conseguente articolo apparso su L'Osservatore Romano, che ne mette in luce oscenità inesistenti, il 28 agosto 1969 la Magistratura dispone il sequestro su tutto il territorio nazionale del singolo Je t'aime... moi non plus, cantato da Serge Gainsbourg e Jane Birkin, per motivi di oscenità. Il disco è sequestrato dai negozi e dal magazzino del distributore, dove ne vengono tuttavia trovate solamente 569 copie, essendo la maggior parte già state vendute grazie alla pubblicità involontaria fornita dallo scandalo. La censura non sarebbe mai stata revocata. In seguito a ciò il prezzo del disco, che continua a circolare clandestinamente, passa dalle 750 alle 3.000 lire.
Nel 1970 Sexus et politica, l'album interpretato da Giorgio Gaber e scritto da Virgilio Savona, con testi liberamente tratti da celebri componimenti della letteratura latina, fu totalmente censurato dalla RAI a causa del titolo.
Nel 1971 Dio mio no, scritta e interpretata da Lucio Battisti su testi di Mogol, è censurata perché contiene i versi "la vedo in pigiama e lei si avvicina / vicina vicina vicina vicina / Dio mio no, Dio mio no / cosa fai che cosa fai". Battisti, comunque, il 31 dicembre 1971 partecipa alla trasmissione televisiva di fine anno Cento di queste notti e, prima di cantare La canzone del sole esegue (forse in atto di sfida) una breve introduzione con la chitarra che ricorda molto quella di Dio mio no. 4/3/1943, il successo di Lucio Dalla scritto con Paola Pallottino, era originariamente intitolato Gesù bambino e conteneva i versi «Ancora adesso che bestemmio e bevo vino / per ladri e puttane mi chiamo Gesù bambino» e «Giocava alla Madonna con il bimbo da fasciare». Per essere ammessa al Festival di Sanremo 1971, il titolo fu cambiato in 4 marzo 1943 e i versi modificati in «Ancora adesso che gioco a carte e bevo vino / Per la gente del porto mi chiamo Gesù bambino» e «Giocava a far la mamma con il bimbo da fasciare».
Nel 1972 I giorni dell'arcobaleno, scritta e interpretata da Nicola Di Bari e vincitrice del Festival di Sanremo 1972, fu sul punto di non essere ammessa alla gara a causa del verso Vivi la vita di donna importante perché a tredici anni hai già avuto un amante. L'età della protagonista dovette essere aumentata a "sedici anni", mentre al Festival Nicola Di Bari dovette cambiare la frase "hai già avuto un amante" in "ti senti già grande"
. In quello stesso Festival, Anna Identici dovette cambiare dal testo del suo brano Era bello il mio ragazzo la frase "con un buco nella testa", considerata troppo truce, con "col vestito della festa".
Nel 1974 il brano di Antonello Venditti A Cristo arrecò al cantautore una condanna di sei mesi per una frase ritenuta lesiva per reato di vilipendio alla religione di Stato e diceva: "ammàzzete Gesù Cri' quanto sei fico" successivamente modificata in "ammàzzete Gesù Cri' quanto so' fichi".
Nel 1980 il brano di Giorgio Gaber Io se fossi Dio, che doveva far parte dell'album Pressione bassa, è pubblicato solo come singolo con una piccola etichetta indipendente a causa del timore della casa discografica Carosello di subire il sequestro dell'intero LP per le accuse e affermazioni dell'autore contenute nella canzone. Il brano è inoltre rifiutato da tutte le radio e tv nazionali.
Nel 1983 nella canzone Bollicine di Vasco Rossi, contenuta nell'album omonimo, è censurata la frase «Coca Cola chi, Coca chi non Vespa più e si fa le pere» e deve cambiare l'ultima frase in «chi non Vespa più e mangia le pere», anche se in molti album si trova la versione originale.
Al Festival di Sanremo del 1990, i Pooh dovettero sostituire "perduti nel Corriere della Sera" con "perduti nei giornali della sera" dal testo del loro brano "Uomini soli", non essendo consentita alcuna pubblicità al Festival, il disco invece uscì con il testo originale.
Nel 1991 la trasmissione televisiva in diretta del tradizionale Concerto del Primo Maggio è interrotta bruscamente durante l'esibizione del gruppo Elio e le Storie Tese per via del testo di denuncia che questi cantavano (il brano Sabbiature). I membri del gruppo Elio e Faso hanno poi raccontato che "degli energumeni hanno staccato gli spinotti" degli strumenti e di essere stati trascinati forzosamente via dal palco. Quella degli Elio e le storie tese fu una delle prime esibizioni più controverse mai fatte in tutte le edizioni del “concertone”, assieme ai Gang e ai Litfiba.
Nel 2005 le canzoni Prete e Bastonaci o Signore di Simone Cristicchi sono state escluse, contro la volontà dell'autore, dall'album Fabbricante di canzoni. Le canzoni sono reperibili comunque su internet.
Al Festival di Sanremo del 2019, Achille Lauro dovette sostituire "vestito bene Michael Kors" con "vestito bene Via del Corso" dal testo del suo brano "Rolls Royce", non essendo consentita alcuna pubblicità al Festival, il disco invece uscì con il testo originale.